# Глеђица
Глеђица је насеље у Србији у општини Ивањица у Моравичком округу. Према попису из 2022. било је 120 становника (према попису из 1991. било је 336 становника). У Глеђици код засеока Лепосавићи спајањем Голијске и Вучачке реке настаје Голијска Моравица. У селу Глеђица налази се и Тичар језеро.

## Демографија
У насељу Глеђица живи 253 пунолетна становника, а просечна старост становништва износи 56,4 година (53,3 код мушкараца и 59,4 код жена). У насељу има 111 домаћинстава, а просечан број чланова по домаћинству је 2,42.
Ово насеље је великим делом насељено Србима (према попису из 2002. године), а у последња три пописа, примећен је пад у броју становника.
|  |

| Демографија | Демографија | Демографија |
| Година      | Становника  | Становника  |
| ----------- | ----------- | ----------- |
| 1948.       | 1.146       |             |
| 1953.       | 1.271       |             |
| 1961.       | 1.218       |             |
| 1971.       | 930         |             |
| 1981.       | 597         |             |
| 1991.       | 336         | 336         |
| 2002.       | 269         | 269         |

| Етнички састав према попису из 2002.‍ | Етнички састав према попису из 2002.‍ | Етнички састав према попису из 2002.‍ | Етнички састав према попису из 2002.‍ | Етнички састав према попису из 2002.‍ |
| ------------------------------------ | ------------------------------------ | ------------------------------------ | ------------------------------------ | ------------------------------------ |
|                                      |                                      |                                      |                                      |                                      |
| Срби                                 | Срби                                 |                                      | 267                                  | 99,25%                               |
| непознато                            | непознато                            |                                      | 1                                    | 0,37%                                |

| Година пописа     | 1948. | 1953. | 1961. | 1971. | 1981. | 1991. | 2002. |
| ----------------- | ----- | ----- | ----- | ----- | ----- | ----- | ----- |
| Број домаћинстава | 157   | 168   | 171   | 171   | 160   | 124   | 111   |

| Број чланова      | 1  | 2  | 3  | 4 | 5 | 6 | 7 | 8 | 9 | 10 и више | Просек |
| ----------------- | -- | -- | -- | - | - | - | - | - | - | --------- | ------ |
| Број домаћинстава | 34 | 39 | 19 | 8 | 6 | 3 | 0 | 1 | 0 | 1         | 2,42   |

| Пол    | Укупно | Неожењен/Неудата | Ожењен/Удата | Удовац/Удовица | Разведен/Разведена | Непознато |
| ------ | ------ | ---------------- | ------------ | -------------- | ------------------ | --------- |
| Мушки  | 130    | 31               | 82           | 12             | 0                  | 5         |
| Женски | 125    | 4                | 81           | 36             | 3                  | 1         |
| УКУПНО | 255    | 35               | 163          | 48             | 3                  | 6         |

| Пол    | Укупно                    | Пољопривреда, лов и шумарство | Рибарство                            | Вађење руде и камена | Прерађивачка индустрија       |
| ------ | ------------------------- | ----------------------------- | ------------------------------------ | -------------------- | ----------------------------- |
| Мушки  | 83                        | 81                            | 0                                    | 0                    | 0                             |
| Женски | 62                        | 52                            | 0                                    | 0                    | 10                            |
| УКУПНО | 145                       | 133                           | 0                                    | 0                    | 10                            |
| Пол    | Производња и снабдевање   | Грађевинарство                | Трговина                             | Хотели и ресторани   | Саобраћај, складиштење и везе |
| Мушки  | 0                         | 1                             | 1                                    | 0                    | 0                             |
| Женски | 0                         | 0                             | 0                                    | 0                    | 0                             |
| УКУПНО | 0                         | 1                             | 1                                    | 0                    | 0                             |
| Пол    | Финансијско посредовање   | Некретнине                    | Државна управа и одбрана             | Образовање           | Здравствени и социјални рад   |
| Мушки  | 0                         | 0                             | 0                                    | 0                    | 0                             |
| Женски | 0                         | 0                             | 0                                    | 0                    | 0                             |
| УКУПНО | 0                         | 0                             | 0                                    | 0                    | 0                             |
| Пол    | Остале услужне активности | Приватна домаћинства          | Екстериторијалне организације и тела | Непознато            | Непознато                     |
| Мушки  | 0                         | 0                             | 0                                    | 0                    | 0                             |
| Женски | 0                         | 0                             | 0                                    | 0                    | 0                             |
| УКУПНО | 0                         | 0                             | 0                                    | 0                    | 0                             |